# Società Umanitaria
La Società Umanitaria è un istituto filantropico fondato a Milano nel 1893 da Prospero Moisè Loria mediante un lascito da lui disposto. 

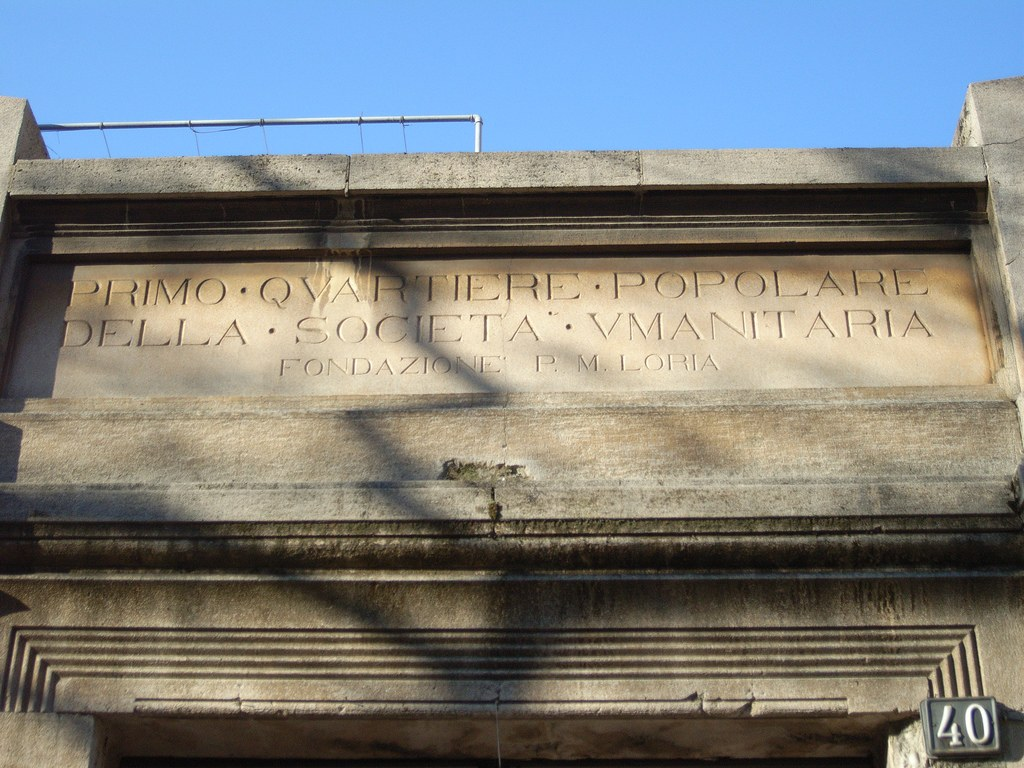
Iscrizioni sul portale del quartiere operaio Umanitaria, in via Solari 40 a Milano.

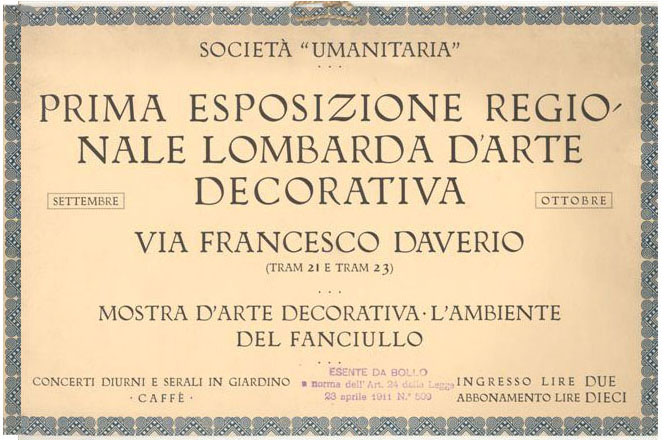
Manifesto della Prima esposizione regionale lombarda d'arte decorativa organizzata dalla Società Umanitaria nel 1919.

## Storia
La Società Umanitaria è una delle più longeve istituzioni milanesi. 
Essa nasce dalla volontà e dal progetto di Prospero Moisè Loria, un imprenditore che si fece mecenate illuminato, e nel 1892 decise di devolvere in eredità il suo notevole patrimonio (oltre dieci milioni di lire dell'epoca), affinché la costituenda Società Umanitaria, da gestire sotto l'egida del Comune di Milano, si impegnasse in ogni modo per "aiutare i diseredati a rilevarsi da sé medesimi, procurando loro assistenza, lavoro ed istruzione e più in generale di operare per il migliore sviluppo educativo e socio-culturale in ogni settore della vita individuale e collettiva".
L'istituzione filantropica, di cui dalla fondazione fu segretario Osvaldo Gnocchi Viani promotore della prima camera del lavoro di Milano,  ebbe la collaborazione di politici e intellettuali riformisti (Turati, Caldara, Montemartini, i fratelli Ugo e Giulio Pisa in primis), la filantropa Alessandrina Ravizza, la pedagogista Maria Montessori, professionisti fra cui Mazzucotelli, Quarti, Ravasco, Giannotti, artisti da Toscanini a de Sabata.
Essa divenne effettivamente operativa dal 1902, dopo una lunga battaglia legale e non senza essere bersaglio di una certa ostilità per i propositi di promozione della giustizia sociale.
Si può dire che grazie alle sue positive realizzazioni l'Umanitaria fu per oltre un ventennio un importante esperimento nella vita sociale e politica italiana.
I suoi animatori, eletti in pubbliche assemblee, si proponevano di coniugare assistenza e formazione per il lavoro, impegno sociale ed istruzione, emancipazione e cultura; trasformando "la semplice elemosina in fertile assistenza costruttiva".
Nel 1904 l'Umanitaria fu promotrice della fondazione dell'Istituto di credito per le cooperative, S.A. Milano, versando una buona parte del capitale iniziale. Questa banca fu il braccio finanziario dello sviluppo per esempio delle cooperative di lavoro, attive negli appalti pubblici.
Come ha sottolineato Enrico Decleva, quello portato avanti dai dirigenti dell'Umanitaria, era "un progetto legato alla convinzione che il perfezionamento delle abilità professionali abbia una influenza diretta e sensibilissima sulla condizione economica del lavoratore e alla parallela certezza che l'operaio qualificato, provetto, padrone assoluto dell'arte, è raramente insidiato dalla disoccupazione".

### Quartieri popolari a Milano
La Società Umanitaria, capeggiata da  Luigi Majno e da Luigi Della Torre, dal 1902 in avanti dette vita ad interessanti esempi di edilizia popolare, con annesse strutture educative (le case di bambini montessoriane, antesignane degli attuali asili nido condominiali).
Fra il 1905 e il 1908 vengono realizzati due quartieri modello in altrettante zone della allora periferia sud ovest di Milano: il Primo quartiere popolare della Società Umanitaria di via Solari e, a nord, il Secondo quartiere popolare della Società Umanitaria di viale Lombardia, entrambi su disegno dell'architetto Giovanni Broglio.
I due quartieri occupano un'area rettangolare e un corpo continuo di 12 palazzi collegati tra loro e posizionati sul perimetro esterno lasciando, al suo interno, un vasto cortile ricco di piante e giardinetti recintati, adatto per la vita sociale dei nuclei familiari. Ogni quartiere comprende 200 appartamenti circa di diversa superficie, dal monolocale ai tre locali.
Caratteristica innovativa per l'epoca, stante la destinazione d'uso popolare, la presenza dentro ogni appartamento di un piccolo vano di servizi provvisto di WC, lavandino e colonna diretta alle cantine per l'espulsione dei rifiuti. 
È noto infatti che le case popolari fino ad allora, dette "di ringhiera", avevano un unico servizio igienico alla turca con lavandino per ogni piano e lungo ogni ringhiera quindi di uso comune per diversi appartamenti.
La Società Umanitaria viene citata da Carlo Emilio Gadda nel suo La meccanica.

### Servizi educativi
L'Umanitaria ebbe modo di proporre una soluzione alla sotto occupazione istituendo corsi professionali (diurni e serali) di vario tipo.
Vennero creati in varie città italiane uffici di collocamento.
Tra le scuole d'arti applicate all'industria si ricorda l'Università delle Arti Decorative di Monza, poi denominato ISIA.
L'istituzione finanziò anche una rete delle biblioteche popolari.
L'Umanitaria predispose uffici agrari e promosse cooperative di consumo tra braccianti agricoli e operai.
Al contempo costituì in Italia e in Europa una serie di uffici per gli emigranti all'estero: in particolare va ricordata la Casa degli Emigranti di Milano, eretta nel 1907 presso la vecchia Stazione Centrale.
Pubblicò studi e ricerche su ogni aspetto del lavoro (disoccupazione, condizioni sanitarie, uffici di collocamento, alcoolismo,  malattie del lavoro, etc).
Dal 1924 l'istituzione, di cui era presidente il senatore Luigi Della Torre, venne commissariata dal governo.

### Ripresa delle attività dopo la guerra
I bombardamenti Alleati del 1943 ridussero il complesso edilizio tra via Daverio, via San Barnaba, via Pace e via Fanti in oltre centoventimila metri cubi di macerie. 
Ma subito dopo la guerra ci fu la efficace ricostruzione ad opera di Riccardo Bauer secondo il progetto dell'architetto Giovanni Romano.
Riprese l'educazione dei giovani, l'istruzione professionale permanente degli adulti. Si ricostituirono le biblioteche popolari i circoli del cinema, l'attenzione al sistema carcerario.
«La ricostruzione di un ente come l'Umanitaria mi apparve come ben degno e prioritario compito e giustificante l'abbandono di una attività politica diretta - così ha poi ricordato Bauer -, anche se la necessità della azione politica ancora mi tenesse, ma concepita diversamente, come contributo ad una maturazione politica culturale e morale che di una reale democrazia non può non essere fondamento primo  (...). Cominciai subito a studiare un piano che, partendo dalla miseranda situazione in atto, con una ricostruzione materiale degli edifici ridotti ad un completo sfasciume, passasse poi alla ricostruzione operativa della istituzione, che non poteva non avere un suo significato altissimo nella contingenza in cui il paese si trovava, dovendo affrontare problemi sociali di non facile soluzione.
Pensavo ad un rifiorimento e ad un aggiornamento della antica e benemerita fondazione dedicata al progresso dei lavoratori e degli indigenti».
Nonostante le difficoltà finanziarie, il corpus di iniziative e strutture messe in moto da Bauer è stato significativo.
Dalla riapertura delle Scuole professionali (diurne e serali, di aggiornamento e specializzazione) alla rinascita della celebre Scuola del Libro (tra i docenti anche Bruno Munari e Albe Steiner), dalla pubblicazione del Bollettino quindicinale dell'emigrazione (strumento di lavoro per gli uffici periferici a contatto diretto coi lavoratori desiderosi di emigrare, ma ancora «incapaci di costituirsi come organi di seria informazione perché assolutamente all'oscuro di ogni sicura notizia e quindi nell'impossibilità di compiere opera efficace» ) alla rinascita del Centro di Studi Sociali, dai Corsi residenziali di educazione degli adulti alla rete di Centri Servizi Culturali attivati al Sud per conto della Cassa del Mezzogiorno (in Sardegna, sono ancora attivi quelli di Cagliari, Alghero, Carbonia-Iglesias coordinati dal 1963 al 1994 da Fabio Masala) e, infine, negli anni '50, alla costituzione della Scuola Secondaria di Orientamento e Avviamento Professionale, primo esempio di una scuola media di preparazione al mondo del lavoro (poi confluita - negli anni '70 - in un istituto statale, l'ITSOS).
«L'Umanitaria viene riedificata - scriveva ancora Bauer nel 1947 - avendo di mira complesse iniziative dirette alla preparazione sistematica di un concreto progresso sociale, affermando quella idea di armonica elevazione tecnica, morale e civile dei lavoratori che è anima della istituzione sin dalla sua origine . Ci basti dire che l'Umanitaria va a poco a poco risorgendo  per essere ancora come un piccolo mondo al quale nessun problema relativo agli uomini che lavorano e vivono in società rimanga estraneo, nel quale si studino, si elaborino e si attuino in nuce tutte quelle provvidenze che valgano a rendere possibile un sostanziale elevamento, un sostanziale affinamento materiale e morale dei lavoratori di ogni categoria».
Poi, l'onda lunga della contestazione della sinistra estrema arriva fino alla Istituzione: Bauer è costretto a dimettersi, arriva un nuovo commissariamento; poi una sfortunata legge statale revoca le prerogative formative. 
Le scuole passano alla Regione Lombardia, e dopo la morte di Bauer viene istituito il Centro di formazione professionale Riccardo Bauer di Milano, che rappresenta la naturale evoluzione delle attività formative sviluppate dalla Scuola del Libro della Società Umanitaria che opera nella fotografia e nella comunicazione visiva.
L'Umanitaria tuttavia non muore. 
I nuovi dirigenti re-inventano l'impegno sociale, dando vita a nuove forme di "assistenza", dall'altra sviluppando l'apparato culturale: negli anni '90 nasce la Fondazione Humaniter (centro di volontariato, solidarietà e tempo libero); si realizzano rassegne di teatro, musica, cinema, arte e poesia (la kermesse dell'Estate nei chiostri), completate da concorsi e borse di studio, e poi convegni, corsi di aggiornamento, mostre e pubblicazioni di libri.

## Scuola Umanitaria
Istituzione storica dell'Umanitaria è la Scuola Umanitaria per "arti e mestieri" ancor oggi nella sua sede di via Daverio, dietro il Palazzo di Giustizia di Milano. 
Da questa istituzione nacque, nel 1922, il famoso ISIA di Monza.
Presidenti dell'istituzione furono l'avv. Luigi Majno, esponente della borghesia colta milanese, e poi dal 1913 al 1924 il senatore Luigi Della Torre, già vicepresidente con Majno, banchiere privato contitolare della casa bancaria Zaccaria Pisa, attivo anche nella vita pubblica milanese; mentre Augusto Osimo si segnalava per due decenni di lavoro come direttore generale.
La Società Umanitaria fondata da Prospero Moisè Loria continua la sua attività perseguendo ancora l'originario scopo statutario, che è quello di "mettere i diseredati, senza distinzione, in condizione di rilevarsi da sé medesimi, e di operare per l'elevazione professionale, intellettuale e morale dei lavoratori".